# Cnephasia korvaci
Cnephasia korvaci es una especie de polilla perteneciente al género Cnephasia, categorizada en la tribu Cnephasiini, de la subfamilia Tortricinae.

## Distribución
Se distribuye por Kurdistán.

## Taxonomía
Fue descrita por Razowski en 1965 y publicada por primera vez en (Cnephasia), Acta zool. cracov. 10: 239.